# Comuna Șeitin, Arad
Șeitin (în maghiară: Sajtény) este o comună în județul Arad, Crișana, România, formată numai din satul de reședință cu același nume. În perioada 2008 - 2012, primarul comunei a fost Remus Păcurar.

## Demografie
Componența etnică a comunei Șeitin
     Români (83,86%)
     Romi (7,71%)
     Alte etnii (1,43%)
     Necunoscută (7%)
Componența confesională a comunei Șeitin
     Ortodocși (76,72%)
     Penticostali (10,57%)
     Greco-catolici (3,11%)
     Romano-catolici (1,14%)
     Alte religii (1,25%)
     Necunoscută (7,21%)
Conform recensământului efectuat în 2021, populația comunei Șeitin se ridică la 2.801 locuitori, în scădere față de recensământul anterior din 2011, când fuseseră înregistrați 2.936 de locuitori. Majoritatea locuitorilor sunt români (83,86%), cu o minoritate de romi (7,71%), iar pentru 7% nu se cunoaște apartenența etnică. Din punct de vedere confesional, majoritatea locuitorilor sunt ortodocși (76,72%), cu minorități de penticostali (10,57%), greco-catolici (3,11%) și romano-catolici (1,14%), iar pentru 7,21% nu se cunoaște apartenența confesională.

## Politică și administrație
Comuna Șeitin este administrată de un primar și un consiliu local compus din 13 consilieri. Primarul, Dorin Florea[*], de la Partidul Social Democrat, este în funcție din 1 noiembrie 2024. Începând cu alegerile locale din 2024, consiliul local are următoarea componență pe partide politice:
|  | Partid                          | Consilieri | Componența Consiliului | Componența Consiliului | Componența Consiliului | Componența Consiliului | Componența Consiliului | Componența Consiliului |
|  | ------------------------------- | ---------- | ---------------------- | ---------------------- | ---------------------- | ---------------------- | ---------------------- | ---------------------- |
|  | Partidul Social Democrat        | 6          |                        |                        |                        |                        |                        |                        |
|  | Partidul Național Liberal       | 6          |                        |                        |                        |                        |                        |                        |
|  | Alianța pentru Unirea Românilor | 1          |                        |                        |                        |                        |                        |                        |

## Atracții turistice
- Biserica ortodoxă
- Biserica greco-catolică
- Parcul Natural Lunca Mureșului
- Lunca Mureșului Inferior (sit SCI)